# Delta Air Transport
Delta Air Transport (zwischen 1988 und 1996 firmierend als DAT Belgian Regional Airlines) war eine belgische Fluggesellschaft und ab 1996 ein vollständiges Tochterunternehmen der Fluggesellschaft Sabena. Nach deren Insolvenz wurde die Gesellschaft im Frühjahr 2002 zur SN Brussels Airlines umfirmiert, die ihrerseits im Jahr 2007 in der Fluggesellschaft Brussels Airlines aufging.

## Geschichte

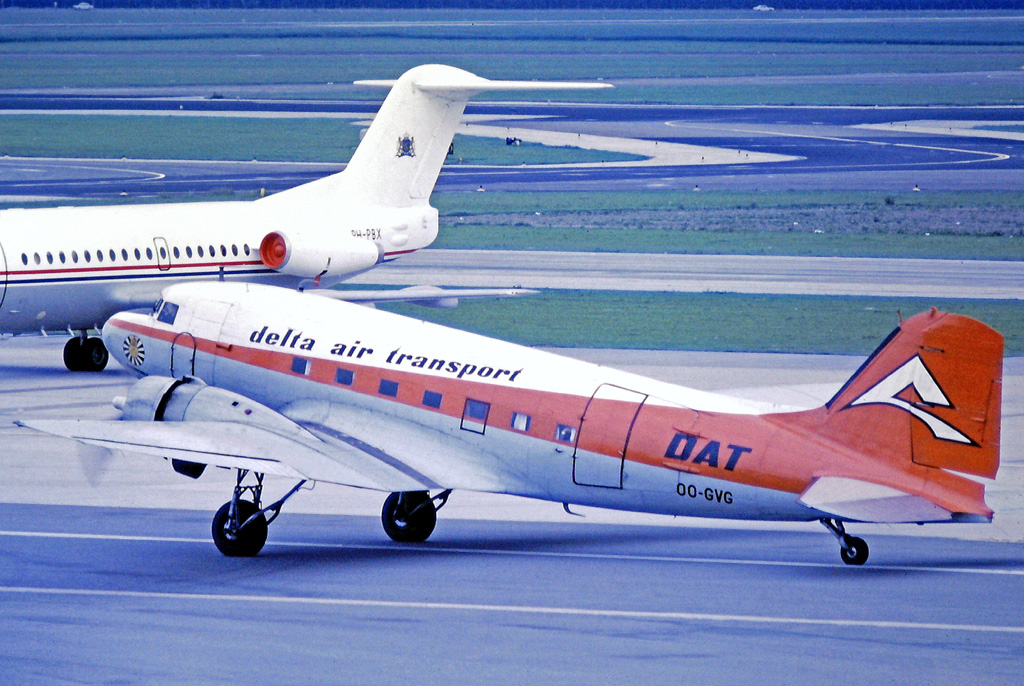
Eine Douglas DC-3 der Delta Air Transport, 1972

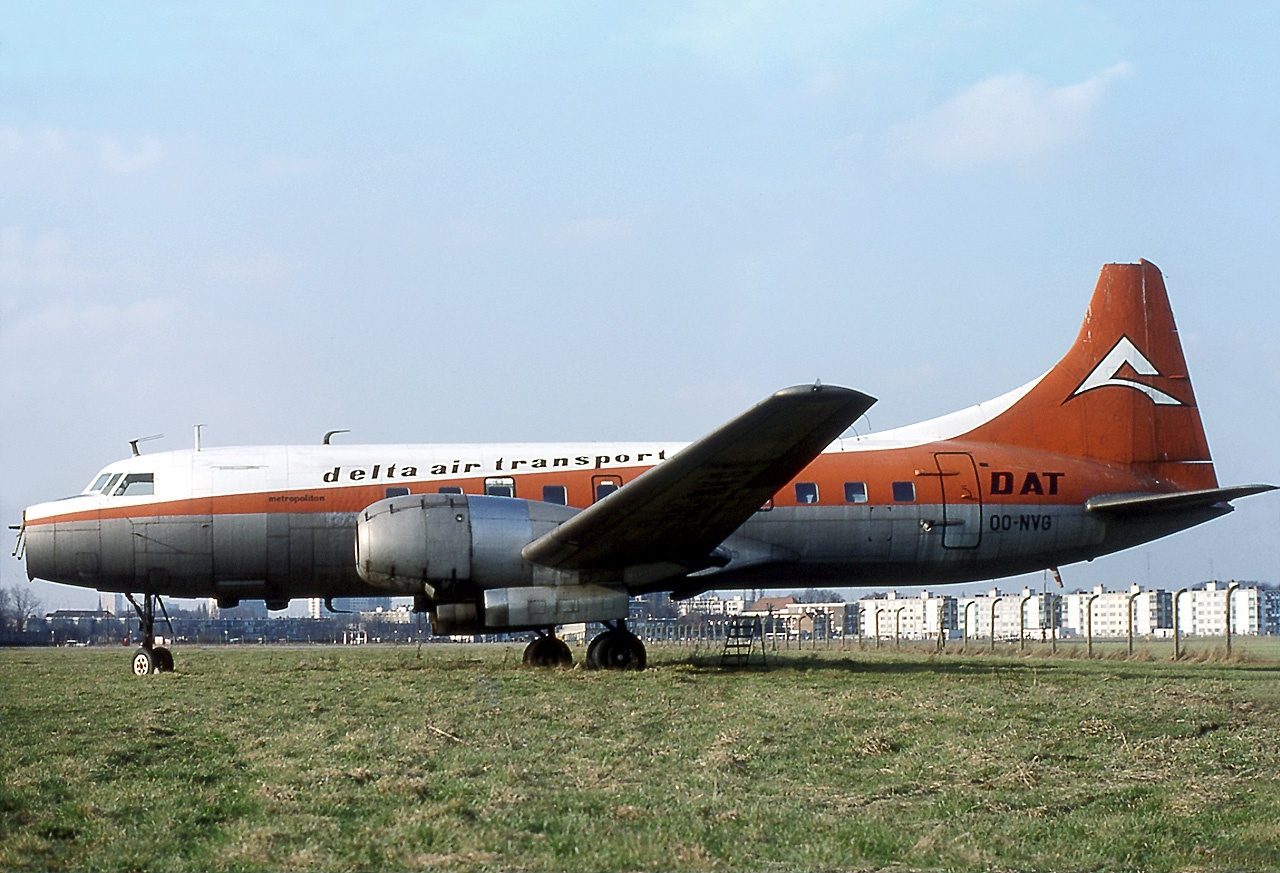
Eine Convair CV-440 der Delta Air Transport, 1975

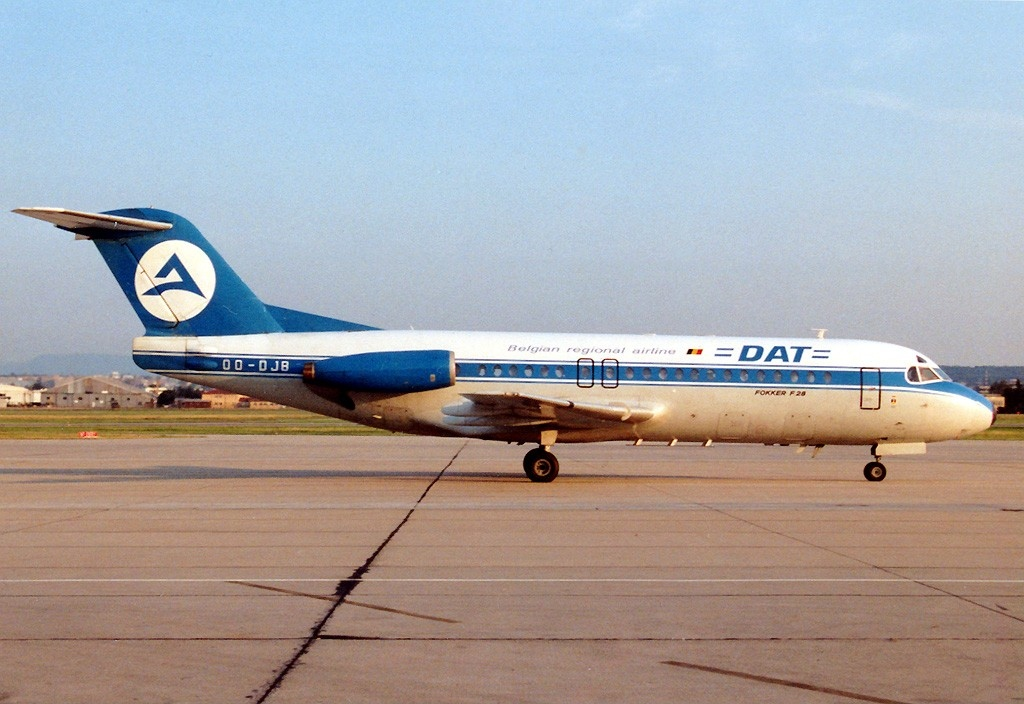
Eine Fokker F28-4000 der DAT Belgian Regional Airlines im Jahr 1991

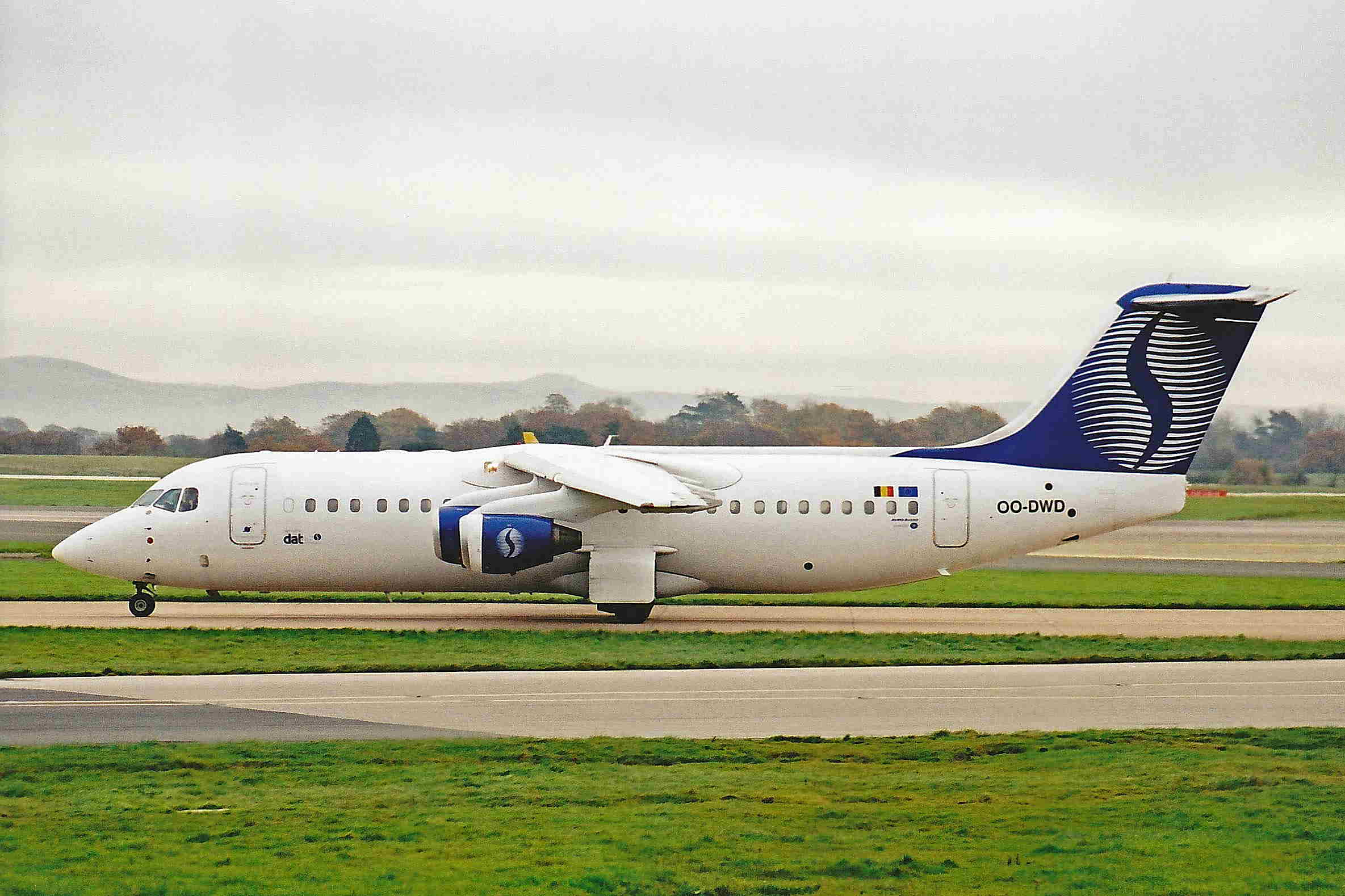
Delta Air Transport Avro RJ100, 2001

Delta Air Transport (DAT) wurde im Juni 1966 in Antwerpen als Bedarfsfluggesellschaft gegründet. Anfänglich setzte das Unternehmen je eine Cessna 206, Cessna 210 und Cessna 337 als Lufttaxis ein. Mit zwei Maschinen des Typs Beechcraft 65 erfolgten ab dem 19. September 1967 Linienflüge im Auftrag der niederländischen Fluggesellschaft KLM zwischen Antwerpen und Amsterdam. Im Anschluss hielt KLM eine 33%ige Beteiligung an dem Unternehmen. Delta Air Transport setzte ab Dezember 1967 Maschinen des Typs Douglas DC-3 auf Ad-hoc-Charterflügen sowie für KLM im Linienverkehr ein. Ab 1968 erfolgten Liniendienste für Sabena zwischen Brüssel und Eindhoven. Gebraucht erworbene Convair CV-440 und Douglas DC-6 lösten die Douglas DC-3 im Jahr 1972 ab.
Der Reedereikonzern Compagnie Maritime Belge, der bereits Haupteigentümer der belgischen Charterfluggesellschaft BIAS International war, erwarb im Februar 1973 die Mehrheitsbeteiligung an Delta Air Transport. Im Anschluss trat BIAS ihre zwei Maschinen des Typs Douglas DC-8 an die neue Konzernschwester ab. Die beiden Düsenflugzeuge kamen bis Mitte Mai 1973 unter der Firmenbezeichnung  Delta International auf touristischen Charterflügen in den Mittelmeerraum zum Einsatz. Im Jahr 1974 bot DAT mit einer Boeing 720 erneut Charterflüge für Pauschalreisende an. Die Gesellschaft plante, insgesamt fünf Maschinen dieses Typs zu betreiben, nahm aber infolge der ersten Ölkrise und des gesunkenen Bedarfs im Touristikbereich nur eine Boeing 720 ab. Diese wurde bereits ein Jahr später wieder verkauft. Am 18. März 1977 erhielt Delta Air Transport die erste ihrer fünf Fairchild Hiller FH-227 und stellte anschließend alle Kolbenmotorflugzeuge außer Dienst.
Ab Anfang der 1980er-Jahre setzte DAT ihre fünf Flugzeuge vermehrt im Auftrag der niederländischen NLM Cityhopper sowie für Sabena im regionalen Linienverkehr ein. Die enge Zusammenarbeit mit Sabena führte im April 1986 dazu, dass diese eine 49%ige Beteiligung am Unternehmen erwarb. Die Gesellschaft flog danach hauptsächlich Zubringerdienste für Sabena und firmierte ab dem Jahr 1988 unter dem Namen DAT Belgian Regional Airlines. Parallel dazu wurde die Flotte mit Maschinen der Typen Fokker F28 (ab November 1987), Embraer EMB 120 (ab Juni 1988) und BAe 146 (ab November 1989) modernisiert und erweitert. Im Jahr 1996 erwarb Sabena die restlichen von KLM gehaltenen Unternehmensanteile und übernahm die Fluggesellschaft vollständig. Im Anschluss wurde der Unternehmenssitz von Antwerpen nach Brüssel verlegt. Delta Air Transport blieb als eigenständige Tochtergesellschaft bestehen, setzte aber ihre Flugzeuge ausschließlich in den Unternehmensfarben der Sabena und unter deren Flugnummern ein. In den Folgejahren trat Sabena zahlreiche europäische Kurzstrecken an Delta Air Transport ab, deren Flotte zeitgleich mit Maschinen der Typen Avro RJ 85 und Avro RJ 100 kontinuierlich vergrößert wurde.
Im Geschäftsjahr 2000 beförderte die Gesellschaft 3,3 Millionen Fluggäste. Die Konzernmutter Sabena meldete am 7. November 2001 Insolvenz an und stellte gleichzeitig alle Flüge ein. Die profitable Tochtergesellschaft DAT konnte aus der Konkursmasse herausgelöst werden und ihren Betrieb bereits am 10. November wieder aufnehmen. Anfang 2002 wurde mit der SN Airholding ein neuer Investor für die Fluggesellschaft gefunden, der das Unternehmen im Februar 2002 in SN Brussels Airlines umbenannte. Die SN Airholding übernahm Ende 2004 die belgische Billigfluggesellschaft Virgin Express und schloss diese im Jahr 2006 mit SN Brussels Airlines zusammen. Das fusionierte Unternehmen wurde im März 2007 zur Brussels Airlines umfirmiert.

## Zwischenfälle

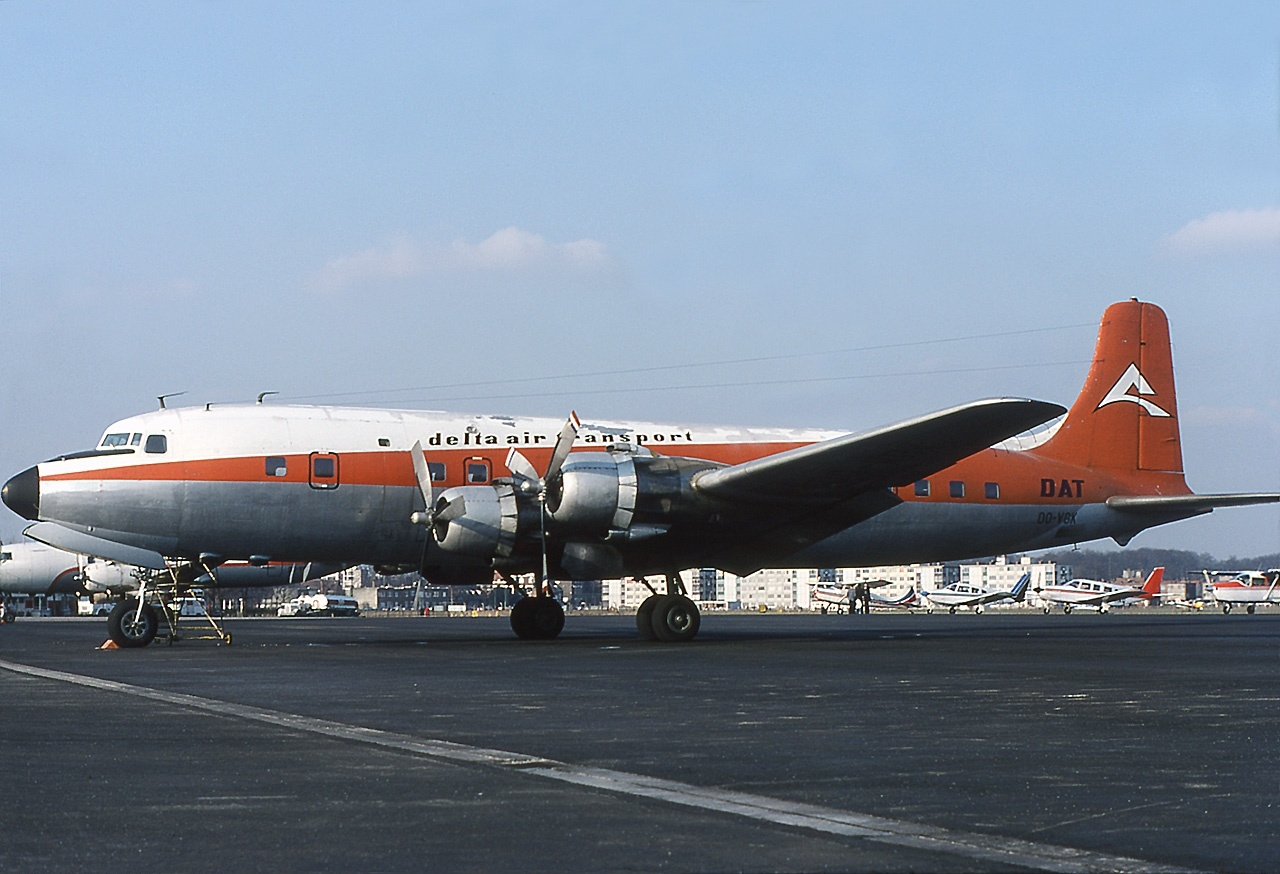
Eine Douglas DC-6B der Delta Air Transport im Jahr 1976

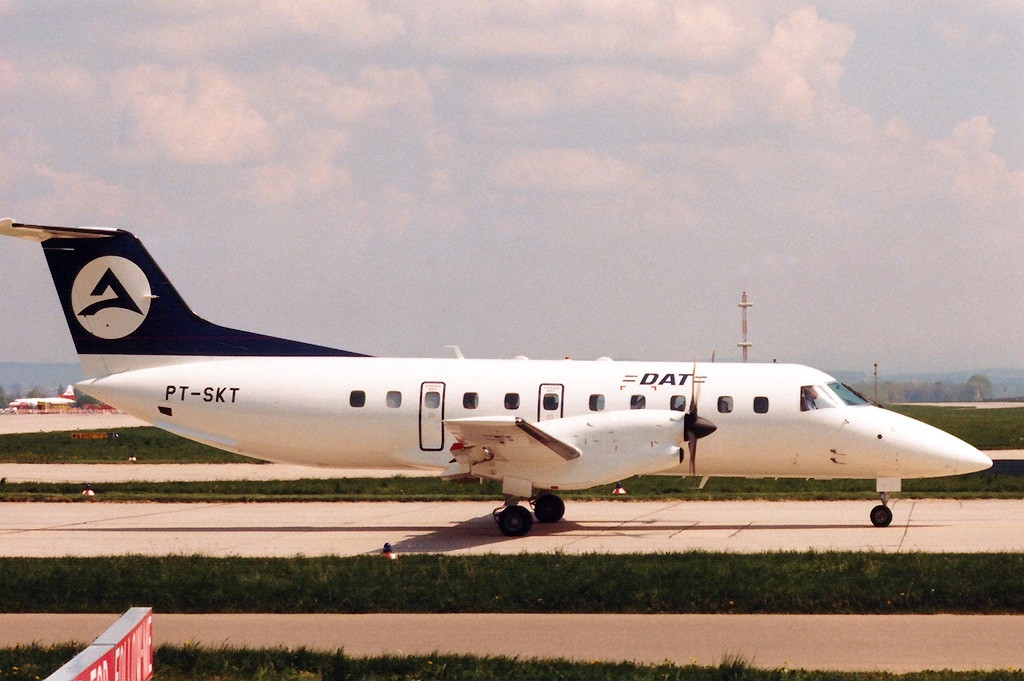
Eine Embraer 120RT der Delta Air Transport, baugleich mit der 1990 verunglückten

- Am 9. Mai 1970 kollidierte eine Douglas DC-3C (Luftfahrzeugkennzeichen OO-AUX) der Delta Air Transport, betrieben von Sabena, beim Rollen auf dem Flughafen Amsterdam-Schiphol (Niederlande) mit einem Stromaggregat. Der Erste Offizier hatte die Bremsen gelöst, obwohl noch kein Freizeichen vom Bodenpersonal zu sehen gewesen war. Aufgrund der Schadenshöhe wurde das Flugzeug als Totalverlust abgeschrieben.[11]

- Am 4. Oktober 1974 verunglückte eine Douglas DC-6B der Delta Air Transport (OO-VGB) beim Start auf dem Flughafen Southend Municipal (England). Der Flugingenieur hatte das Fahrwerk eingefahren, kurz bevor die Maschine abheben sollte und sich gerade noch auf der Startbahn befand. Alle 105 Insassen, sechs Besatzungsmitglieder und 99 Passagiere, überlebten den Unfall. Das Flugzeug wurde als Totalverlust abgeschrieben.[12]

- Am 2. Juni 1990 kollidierte eine Embraer 120RT (OO-DTH) über dem Flughafen Antwerpen mit einer Piper 601. An Bord des Kleinflugzeugs befand sich ein Kamerateam, das Luftaufnahmen von der Verkehrsmaschine machen sollte. Die vier Insassen der Piper kamen bei dem Absturz ums Leben. Die Embraer konnte in Antwerpen notlanden.[13]

## Flotte

### Flotte bei Umfirmierung
Zum Zeitpunkt der Umfirmierung zur SN Brussels Airlines bestand die Flotte des Unternehmens aus 14 Avro RJ 85, 12 Avro RJ 100 und 6 BAe 146-200.

### Zuvor eingesetzte Flugzeuge
- Beechcraft 65
- Boeing 720
- Cessna 206
- Cessna 210
- Cessna 337
- Convair CV-440
- Douglas DC-3
- Douglas DC-4
- Douglas DC-6B

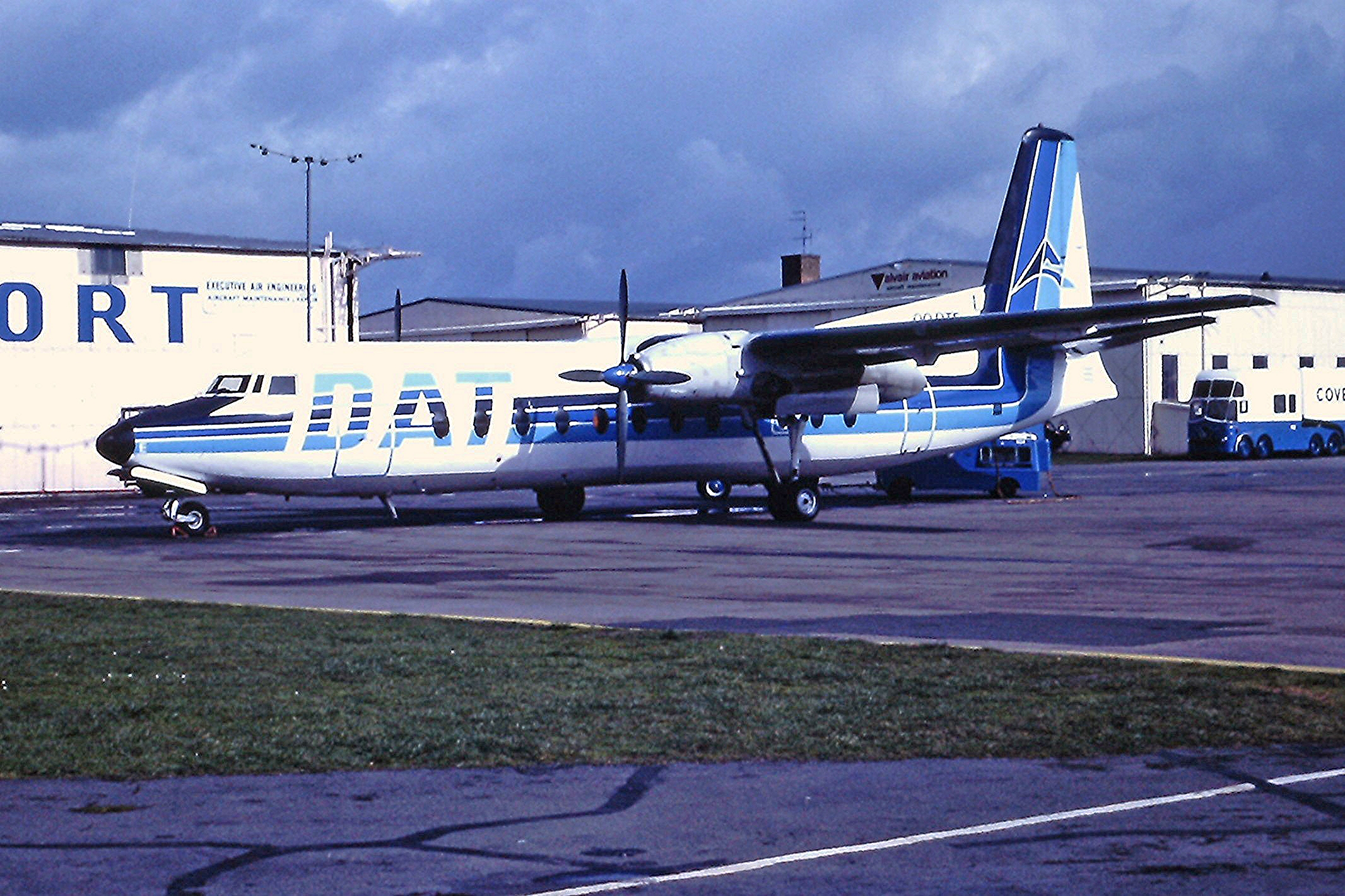
Eine Fairchild Hiller FH-227 der DAT, Coventry 1983

- Douglas DC-8-32 (1973 betrieben unter dem Markenauftritt Delta International)
- Embraer 120RT
- Fairchild Hiller FH-227
- Fokker F28-3000 und F28-4000
- Nord 262 (gemietet von Cimber Air)